# Vavřinec Benedikt z Nudožer

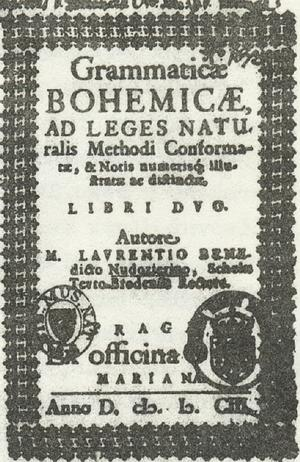
Vavřinec Benedikt Nedožerský: Grammaticae Bohemicae ad leges naturalis methodi conformatae et notis numerisque illustratae ac distinctae libri duo (Praha, 1612)

Vavřinec Benedikt z Nudožer (též Benedicti Laurenc, Niedožierinus, Nudožerský, Nedožerský, případně z Nedožer, vlastním podpisem Nudožerinus, (10. srpna 1555 Nedožery-Brezany – 4. června 1615 Praha), byl slovenský matematik, pedagog, básník, překladatel žalmů a filolog, který se podílel na rozvoji českého humanismu a sestavil první systematickou mluvnici češtiny.

## Život
Studoval v Jihlavě a v Praze, kde v roce 1600 na univerzitě získal hodnost magistra. Byl správcem škol v Německém Brodě a dalších českých městech. Od roku 1603 nebo 1604 působil jako profesor na filosofické fakultě pražské univerzity, kde přednášel antické klasiky, matematiku a fyziku, po roce 1615 byl správcem Karolina. Na univerzitě se zasazoval o omezení výuky náboženství ve prospěch přírodních věd a spolu s profesory Martinem Bacháčkem z Nouměřic a Janem Campanem o reformu učebního procesu. Vypracoval školský řád pro městské školy, ve kterém prosazoval názornost, systematičnost, spojení teorie s praxí, vlastní četbu a vyučování v mateřském jazyce.

## Dílo
Sestavil první ucelenou systematickou gramatiku češtiny – Grammaticae bohemicae libri duo (Dvě knihy české mluvnice, 1603). Tato latinsky psaná mluvnice je rozdělena do dvou knih (tvarosloví a syntax) a inspirována latinskou gramatikou Petra Rama. Autor si v ní všímá i mluveného jazyka, uvádí některé podrobnosti z moravských nářečí a všímá si rozdílů mezi slovenštinou a češtinou.
Zabýval se časoměrnou poezií. Do češtiny přeložil dvě knihy žalmů (Časoměrné překlady žalmův…, 1606). Odborné dílo Penitioris scholae structura (Vnitřní školská soustava, resp. Struktura nižší školy, 1607) napsal latinsky jako básnickou skladbu v hexametrech. Byl též hudebník, napsal i knihu o poetice a učebnici matematiky. Většina jeho děl byla zničena v roce 1620 při plenění Prahy.